# Christopher Robin (phim)
Christopher Robin là phim điện ảnh hài kỳ ảo của Mỹ năm 2018 do Marc Forster đạo diễn và Alex Ross Perry, Tom McCarthy cùng Allison Schroeder viết kịch bản dựa theo cốt truyện gốc của Greg Brooker và Mark Steven Johnson. Phim được lấy cảm hứng từ tác phẩm Gấu Pooh xinh xắn của nhà văn A. A. Milne và nhà minh họa E. H. Shepard, đồng thời cũng là phiên bản phim người đóng với công nghệ CGI thuộc thương hiệu Winnie the Pooh của hãng Disney. Christopher Robin có sự tham gia của Ewan McGregor trong vai nhân vật chính Christopher Robin, cùng với Hayley Atwell, cùng các vai diễn lồng tiếng của Jim Cummings và Brad Garrett. Nội dung phim xoay quanh câu chuyện về một Christopher Robin nay đã trưởng thành và dường như đã mất đi sự sáng tạo của mình, và cuộc hành trình của anh sau khi gặp lại người bạn cũ, Gấu Pooh.
Kế hoạch thực hiện một phiên bản người đóng của Gấu Pooh xinh xắn được công bố vào tháng 4 năm 2015, và Forster được xác nhận là đạo diễn của tác phẩm vào tháng 11 năm 2016. McGregor ký hợp đồng vào vai Christopher Robin vào tháng 4 năm 2017 và quá trình quay phim chính được diễn ra từ tháng 8 tới tháng 11 cùng năm tại Vương quốc Anh. Christopher Robin ra mắt tại Burbank, California vào ngày 30 tháng 7 năm 2018. Được hãng Walt Disney Studios Motion Pictures phát hành vào ngày 3 tháng 8 năm 2018, bộ phim đã thu về hơn 62 triệu USD toàn cầu và nhận được nhiều ý kiến trái chiều từ giới phê bình.

## Nội dung
Christopher Robin chuẩn bị phải đi học tại trường nội trú, vậy nên những người bạn của cậu tại Rừng Trăm Mẫu – Winnie the Pooh, Tigger, Piglet, Eeyore, Kanga, Roo, Cú và Thỏ – tổ chức một bữa tiệc chia tay. Christopher trấn an Pooh và nói rằng cậu sẽ không bao giờ quên được Pooh.
Robin theo học tại trường nội trú, trưởng thành, gặp và cưới nữ kỹ sư Evelyn, và có một đứa con gái tên là Madeline. Anh đi nghĩa vụ tại Quân đội Anh trong Thế chiến II. Sau cuộc chiến, anh làm vị trí chuyên viên quản lý hiệu quả tại công ty Hành lý Winslow. Anh dần bỏ bê gia đình mình vì công việc mơ ước và đang lên kế hoạch gửi Madeline tới trường nội trú. Do công ty đang trong thời điểm khó khăn, Winslow Jr. muốn Christopher cắt giảm nguồn chi 20%, cho nghỉ việc một số nhân viên, và sẽ phải trình bày kế hoạch đó vào thứ Hai tuần tiếp theo. Điều này đã khiến Christopher phải miễn cưỡng bỏ lại chuyến đi cùng gia đình tới ngôi nhà cũ của anh tại Sussex trong dịp cuối tuần cuối cùng của mùa hè.
Cùng lúc ấy, bằng một cách nào đó, người bạn thuở ấu thơ, chú gấu Winnie the Pooh, bước qua "cánh cửa thần kỳ" và lạc từ khu Rừng Trăm Mẫu tới London hoa lệ. Gấu Pooh vui mừng, phấn khởi khi gặp lại người bạn cũ bao nhiêu, thì Christopher Robin lại hoảng hốt, sợ hãi khi mang theo chú gấu biết nói giữa nơi công cộng bấy nhiêu. Tái ngộ chưa được bao lâu, Robin quyết định phải đưa gấu Pooh trở về chốn cũ để tránh những xáo trộn trong công việc và cuộc sống. Đó là hành trình tuy ngắn ngủi nhưng đã đưa "cậu bé" trong hình hài Robin trưởng thành tìm thấy nhiều điều tưởng như đã mất.

## Diễn viên
- Ewan McGregor vai Christopher Robin
  - Orton O'Brien vai Christopher Robin trẻ[8]
- Hayley Atwell vai Evelyn Robin
- Bronte Carmichael vai Madeline Robin
  - Elsa Minell Solak vai Madeline 3 tuổi
- Mark Gatiss vai Giles Winslow Jr.
- Oliver Ford Davies vai Winslow Già
- Ronke Adekoluejo vai Katherine Dane
- Adrian Scarborough vai Hal Gallsworthy
- Roger Ashton-Griffiths vai Ralph Butterworth
- Ken Nwosu as Paul Hastings
- John Dagleish vai Matthew Leadbetter
- Amanda Lawrence as Joan MacMillan
- Katy Carmichael vai Mẹ Christopher Robin
- Tristan Sturrock vai Cha Christopher Robin
- Paul Chahidi vai Cecil Hungerford
- Matt Berry vai Cảnh sát Bobby
- Simon Farnaby vai Tài xế taxi
- Mackenzie Crook vai Người bán báo

### Lồng tiếng
- Jim Cummings vai Winnie the Pooh và Tigger[9][10][11]
- Brad Garrett vai Eeyore
- Nick Mohammed vai Piglet
- Peter Capaldi vai Thỏ
- Sophie Okonedo vai Kanga
- Sara Sheen vai Roo[12]
- Toby Jones vai Cú

## Sản xuất

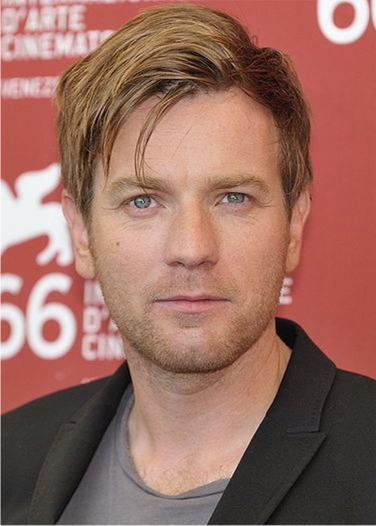
Ewan McGregor là một diễn viên người Scotland nổi tiếng với sự nghiệp diễn xuất thành công kéo dài hơn 3 thập kỷ. Anh được biết đến với khả năng diễn xuất linh hoạt, có thể hóa thân vào nhiều dạng vai diễn khác nhau, từ những anh hùng hành động đến những nhân vật phức tạp và đầy nội tâm.

### Phát triển
Ngày 2 tháng 4 năm 2015, Walt Disney Pictures cho biết đang lên kế hoạch thực hiện dự án phim người đóng chuyển thể từ thương hiệu Winnie the Pooh và sẽ đi theo kiểu mẫu tương tự như tác phẩm Alice ở xứ sở thần tiên năm 2010, Tiên hắc ám năm 2014 và Lọ Lem năm 2015. Alex Ross Perry được chiêu mộ để thực hiện phần kịch bản và Brigham Taylor được mời đảm nhiệm vị trí sản xuất cho phim, với nội dung kể về một Christopher Robin trưởng thành quay trở lại khu Rừng Trăm Mẫu để gặp lại Pooh và những người bạn. Ngày 18 tháng 11 năm 2016, các nguồn tin cho biết hãng Disney đã thuê Marc Forster đảm nhiệm vị trí đạo diễn của phim, mang tên Christopher Robin, và dự án phim sẽ bao gồm "nhiều yếu tố hiện thực huyền ảo nhằm kể lại cuộc hành trình đầy cảm xúc và chuyến đi cảm động ấy." Ngày 1 tháng 3 năm 2017, Tom McCarthy được thuê viết lại phần lịch bản lúc đó.

### Tuyển diễn viên
Ngày 26 tháng 4 năm 2017, Ewan McGregor được cho là sẽ đảm nhiệm vai diễn chính, và Allison Schroeder được chiêu mộ để làm những công tác bổ sung liên quan tới phần kịch bản. Ngày 22 tháng 6 năm 2017, báo chí cho biết Gemma Arterton đang trong công tác đàm phán cho vai diễn vợ của nhân vật chính, nhưng sau đó cô bị loại khỏi vai diễn này. Vào tháng 8 và tháng 9 năm 2017, Hayley Atwell và Mark Gatiss được tuyển chọn vào hai vai diễn, Evelyn, vợ của Christopher Robin, và Giles Winslow, sếp của Christopher Robin, trong khi đó Brad Garrett và Nick Mohammed được chọn vào vai lồng tiếng cho Eeyore và Piglet, cùng với sự trở lại của Jim Cummings lồng tiếng cho Gấu Pooh và Tigger. Tháng 1 năm 2018, Peter Capaldi, Sophie Okonedo và Toby Jones lần lượt được chọn vào vai lồng tiếng cho ba nhân vật Thỏ, Kanga và Cú. Chris O'Dowd ban đầu được chọn vào vai lồng tiếng cho Tigger, nhưng sau đó đã bỏ vai diễn này sau khi khán giả trong buổi chiếu thử có phản ứng tiêu cực đối với phần lồng tiếng của anh, và ngay lập tức, Cummings trở thành lựa chọn thay thế.

### Quay phim
Quá trình quay phim chính diễn ra vào đầu tháng 8 năm 2017 tại Vương quốc Anh, và kết thúc vào ngày 4 tháng 11 năm 2017. Hầu hết các cảnh quay khu Rừng Trăm Mẫu được thực hiện tại Rừng Ashdown và công viên Windsor Great Park.

### Âm nhạc
Jóhann Jóhannsson được xác nhận sẽ đảm đảm nhiệm vai trò soạn nhạc cho bộ phim chỉ một thời gian ngắn trước khi ông qua đời vào ngày 9 tháng 2 năm 2018. Bộ phim này được làm để tưởng nhớ tới ông. Klaus Badelt sau đó được cho là sẽ thay thế vị trí của Jóhannsson, nhưng cuối cùng phần nhạc nền lại do Geoff Zanelli và Jon Brion biên soạn. Tại một sự kiện của Viện Hàn lâm, Richard Sherman cho biết bộ phim sẽ có sự xuất hiện của bản nhạc chủ đề "Winnie the Pooh", và ông đang thực hiện ba bản nhạc mới mang tên "Goodbye Farewell", "Busy Doing Nothing" và "Christopher Robin", trong đó bài hát đầu tiên do dàn diễn viên lồng tiếng thể hiện, và hai bài còn lại do Sherman trực tiếp trình bày. Hai bản nhạc "Up, Down and Touch the Ground" và "The Wonderful Thing About Tiggers" cũng xuất hiện trong bộ phim.

## Đón nhận

### Doanh thu phòng vé
Tính đến  ngày 12 tháng 8 năm 2018, Christopher Robin đã thu về 50,5 triệu USD tại thị trường Mỹ và Canada, và 12,4 triệu USD tại các thị trường ngoại địa, nâng tổng doanh thu toàn cầu lên 62,9 triệu USD.
Tại thị trường Mỹ và Canada, Christopher Robin được công chiếu cùng thời điểm với Bạn trai cũ tôi là điệp viên, Trí lực siêu phàm và Death of a Nation: Can We Save America a Second Time?. Phim thu về 9,5 triệu USD trong ngày đầu công chiếu, trong đó có 1,5 triệu USD từ suất chiếu sớm tối thứ Năm. Phim ra mắt với doanh thu 24,6 triệu USD sau ba ngày cuối tuần công chiếu, xếp thứ hai về doanh thu phòng vé, sau Nhiệm vụ bất khả thi: Sụp đổ. Danh thu phim sụt giảm 47% về 13 triệu USD trong dịp cuối tuần thứ hai, và phim về thứ ba trên bảng xếp hạng doanh thu phòng vé tuần, sau Cá mập siêu bạo chúa và Nhiệm vụ bất khả thi: Sụp đổ.

### Đánh giá chuyên môn
Trên hệ thống tổng hợp kết quả đánh giá Rotten Tomatoes, phim nhận được 70% lượng đồng thuận dựa theo 143 bài đánh giá, với điểm trung bình là 6,2/10. Các chuyên gia của trang web nhất trí rằng, "Christopher Robin may not equal A. A. Milne's stories – or their animated Disney adaptations – but it should prove sweet enough for audiences seeking a little childhood magic." Trên trang Metacritic, phần phim đạt số điểm 60 trên 100, dựa trên 38 nhận xét, chủ yếu là những ý kiến hỗn tạp. Lượt bình chọn của khán giả trên trang thống kê CinemaScore cho phần phim điểm "A" trên thang từ A+ đến F.